# Міракль
Міра́кль (фр. miracle, від лат. miraculum — чудо) — один із жанрів середньовічної релігійно-повчальної драми, за основу якої бралися розповіді про «чуда», здійснені Богородицею.
Сюжети запозичувалися з житій, апокрифів, східних переказів тощо. Попри таку природу жанру, в ньому певною мірою відбивалися зміни в житті та свідомості народу: в міраклях згодом вносилися авантюрно-розважальні, побутові мотиви, пов'язані з життям осіб, яким являлося чудо.
В українській літературі подібним до міраклю були деякі шкільні драми (17-18 ст.). Елементи поетики міраклі спостерігаються в драматургії символізму, що було типологічним проявом жанротворчої функції незвичайного, таємничого в сюжеті драматичного твору.